# Loi de la controverse de Benford
Ne doit pas être confondu avec Loi de Benford.
La Loi de la controverse de Benford établie par Gregory Benford, physicien américain de l'Université de Californie à Irvine et romancier,, est un aphorisme extrait de son roman Timescape de 1980. 
La Loi de la controverse de Benford est exprimée ainsi :
« La passion est inversement proportionnelle à la quantité d'informations vraies disponibles,. » (Passion is inversely proportional to the amount of real information available.)
Longtemps confiné à la sous-culture du monde informatique (Usenet, forums), l'aphorisme a acquis une certaine notoriété au point d'être cité dans des contextes aussi divers qu'un article de politique internationale, publié dans un journal de sciences sociales, ou qu'une lettre d'information objectiviste.